# Igorot

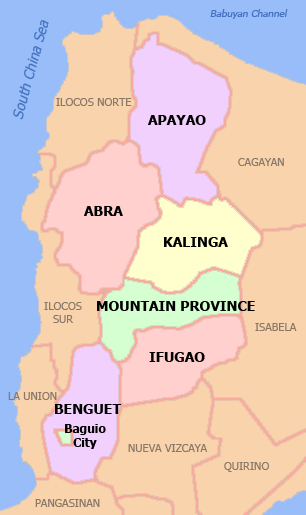
Regierungsbezirk Cordillera, Hauptwohngebiet der Igorot

Die Igorot (auch Cordillerano) sind ein indigenes Volk, das auf der philippinischen Insel Luzon lebt.
Ihr angestammtes Gebiet liegt in der Cordillera Central im nördlichen Luzon und umfasst den Regierungsbezirk Cordillera mit den Provinzen Abra, Apayao, Benguet, Ifugao, Kalinga, Mountain Province und die Stadt Baguio City.
Die Igorot lassen sich in zwei Gruppen einteilen: die größere besiedelt die südlichen, mittleren und westlichen Gebiete und legt Reisterrassen an. Die kleinere Gruppe siedelt im Osten und Norden. Beide Gruppen waren früher Kopfjäger.
Die von 2014 bis 2020 amtierende UN-Sonderberichterstatterin für die Rechte Indigener Völker, Victoria Tauli-Corpuz, entstammt der Ethnie der Igorot.

## Untergruppen

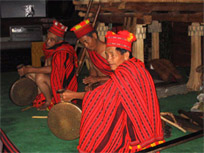
Ifugao-Ensemble mit mehreren Flachgongs, die allgemein gangsa genannt werden. Gangsa sind die hauptsächlichen zeremoniellen Musikinstrumente der Igorot.

Folgende ethnischen Gruppen werden unterschieden:
- Apayao: (auch Isneg und Dibagat-Kabugao-Isneg): siedeln am Fluss Apayao, bauten früher Trockenreis an.
- Tingguian
- Kalinga (auch Linimos, Limos, Limos-Liwan Kalinga): siedeln am mittleren Lauf des Flusses Chico.
- Bontok: (auch Bontoc): siedeln am Chico (u. a. in Bontoc) und waren früher bekannte Kopfjäger.
- Kankanai: (auch Kankana-ey, Sagada/Besao Igorot, Bontoc und Aplai): siedeln in der westlichen Mountain Province, im nördlichen Benguet und im südöstlichen Ilocos Sur. Bekannt sind verschiedene Tänze: Tayaw, Pattong, Takik und Balangbang.
- Ifugao: (auch Amganad, Ayangan, Kiangan, Gilipanes, Quiangan, Tuwali Ifugao und Mayoyao): ihre Reisterrassen wurden zu Touristenmagneten.
- Ibaloi (auch Ibaloy und Nabaloi): bewohnen das südliche Benguet, bekannt sind ihr aufwändiges Pesshet-Fest und die Kabayan-Mumien.
- I-wak
- Balangao: leben in der zentralen Mountain Province vor allem in der Gemeinde Balangao. Sie verwenden die Sprache Farangao.

## Religion
Die Igorot-Stämme sind heute offiziell christianisiert, praktizieren aber noch ihre alten Bräuche. Die animistischen Vorstellungen der ethnischen Religionen sind noch gegenwärtig: Als Ahnen verehren sie Tote mit hohem Status, Naturgeister und Götter, darunter ein höchstes Wesen kabanian. Zahlreiche, von Volk zu Volk verschiedene Riten beziehen sich vor allem auf die Fruchtbarkeit und die natürlichen Abläufe, und sollen die Harmonie der Welt bewahren. Solche Riten sind familiäre oder Gemeinschaftsereignisse. Tieropfer werden praktiziert. Heiler, Wahrsager und Priester tragen schamanische Züge, ihre Fähigkeit ist ererbt. Häufig sind es Frauen. Krankheiten gelten als von Geistern verursacht, und Geister wohnen überall in der Natur, abseits der menschlichen Wohnungen. Die Seele wandert nach dem Tod und den ausgedehnten Bestattungszeremonien ins Totenreich zu den Ahnen und lebt dort ähnlich wie im Diesseits.